# Janusz Limon
Janusz Limon (ur. 8 listopada 1946 w Nowym Stawie) – polski lekarz, profesor nauk medycznych.

## Życiorys
Syn Zenona i Wandy z domu Gierasimowicz. Brat profesora Jerzego Limona. W 1970 ukończył studia na Wydziale Lekarskim Akademii Medycznej w Gdańsku. Na tej samej uczelni uzyskiwał stopnie doktora nauk medycznych (1973) oraz doktora habilitowanego nauk medycznych (1982). W 1992 otrzymał tytuł profesora nauk medycznych. Zawodowo związany z Akademią Medyczną w Gdańsku i następnie Gdańskim Uniwersytetem Medycznym, w 1982 objął kierownictwo Katedry i Zakładu Biologii i Genetyki. W pracy naukowej specjalizuje się w zakresie cytogenetyki nowotworów i genetyki klinicznej.
Członek krajowy rzeczywisty Polskiej Akademii Nauk oraz członek krajowy czynny Polskiej Akademii Umiejętności. Obejmował funkcje członka prezydium Oddziału PAN w Gdańsku oraz przewodniczącego Komitetu Genetyki Człowieka i Patologii Molekularnej PAN. Wśród wypromowanych przez niego doktorów znaleźli się Beata Lipska-Ziętkiewicz, Mariola Iliszko, Bartosz Wasąg, Magdalena Ratajska. W 2004 został powołany na członka Zespołu ds. Nagród Prezesa Rady Ministrów.
Autor książek: Przestrzenie i zaułki (2015), Pasma i smugi (2017) oraz Powinności istnienia (2023).
Został uwieczniony jako jeden z apostołów na obrazie Ostatnia wieczerza Macieja Świeszewskiego, który umieszczono w hali przylotów gdańskiego lotniska.

## Odznaczenia i wyróżnienia
- Krzyż Kawalerski Orderu Odrodzenia Polski (2011)[7]
- Złoty Krzyż Zasługi (2001)[8]
- Medal Komisji Edukacji Narodowej (1995)[3]
- Medal Księcia Mściwoja II (2023)[9]
- Nagroda Fundacji na rzecz Nauki Polskiej (2004)[3]
- Nagroda Naukowa Miasta Gdańska im. Jana Heweliusza w kategorii nauk ścisłych i przyrodniczych (2005)[10]
- Nagrody naukowe: Polskiego Towarzystwa Genetycznego (1986), Polskiego Towarzystwa Onkologicznego im. Sobolewskich (1990), VI Wydziału PAN (1994)[3]
- Nagroda Zaufania Złoty OTIS[11]